# Zehdenick
Zehdenick település Németországban, azon belül Brandenburgban. Lakosainak száma 13 267 fő (2023. december 31.).

## Népesség
A település népességének változása:
| Lakosok száma | 13 456 | 13 437 | 13 222 | 13 283 | 13 267 |
|               | 2017   | 2019   | 2021   | 2022   | 2023   |